# Rap conciencia
El rap conciencia (del inglés conscious rap), también llamado hip hop consciente (conscious hip hop) o hip hop positivo (positive hip hop), es un subgénero de la música y cultura hip hop que fue iniciado en los años 1970 por DJ Kool Herc y luego popularizado en los años 1980 por Grandmaster Caz, Grandmaster Flash & The Furious 5, Funky 4 Pus 1, Whodini, The Fat Boys, Run-D.M.C. y otros pioneros de la cultura hip hop, bajo el lema «el hip hop se trata de paz, amor, unidad y diversión» («peace, love, unity and having fun»). 
El objetivo era unificar las diferentes pandillas callejeras de afroamericanos y latinos que estaban luchando entre sí, parar las matanzas, crear una consciencia colectiva positiva y mejorar la vida de los oprimidos y pobres a través del conocimiento, la música, el arte del grafiti, el break dance y la diversión pacífica en fiestas hip hop.

## Temática
Los principales temas de las letras de música hip hop consciente/hip hop positivo incluyen la espiritualidad afro céntrica, sobre el origen de la existencia, la atracción por el sexo opuesto, la música de diversión pacífica y de fiesta y el rechazo de la delincuencia y de la violencia, a través de la toma de consciencia. Aunque a veces se ha sostenido que el hip hop consciente y el hip hop político son lo mismo, en realidad son géneros distintos que a veces se solapan. En concreto, el hip hop consciente muestra mucho más claramente aversión a la delincuencia y a la violencia de lo que lo hace el hip hop político.

## Artistas y canciones del género

### Vieja escuela
La mayoría o casi todas las canciones de hip hop de la vieja escuela (old school hip-hop) (1973-1985) son del género rap positivo/rap consciente. 
Algunos ejemplos son «Rock the Message Rap» de Grand Master Chilly-T & Stevie-G, y el éxito «Rapper's Delight» de Sugarhill Gang.

### Edad dorada
El hip hop positivo y consciente fue también prominente durante la edad de oro del hip hop (1985-1993), durante este período de tiempo coexistió con los inicios del gangsta rap. Ejemplos de canciones de rap consciente de la edad de oro son «Growing Up» de Whodini, «Cappucino» de MC Lyte, «Rap Summary (Lean on Me)» de Big Daddy Kane, «Do the Right Thing» de Redhead Kingpin and the F.B.I., «Watch Roger Do His Thing» de Main Source, «Stop the Violence» de Boogie Down Productions y todas las canciones de artistas como Def Jef, Divine Styler, Kid 'n Play, Queen Latifah, Monie Love, De La Soul, A Tribe Called Quest, y el colectivo Native Tongues.
Uno de los grupos de hip hop positivo más importantes es Public Enemy, que hizo notables canciones conscientes contra las drogas y contra la violencia, tales como «Night of the Living Baseheads» (que habla de los adictos a la pasta base) y «Give It Up» (cuya letra y video es una crítica al gangsta rap).

### Años 1990
Un gran éxito de la década de 1990 fue «I Used to Love H.E.R.» («Yo solía amarla») del rapero Common, lanzada en 1994, en la que habla del hip hop como «ella», como si fuera una mujer, y crítica al gangsta rap y la dirección que el hip hop estaba tomando durante el final de la edad de oro, cuando el gangsta rap se estaba convirtiendo en el tipo principal y más conocido de rap y el único en el que los artistas de rap podían tener éxito comercial.
Otros éxitos de rap positivo de los años 1990 fueron «What They Do» de The Roots, y «Definition» de Black Star (Mos Def & Talib Kweli) que es una versión de «Stop the Violence» de Boogie Down Productions. La canción de Black Star fue lanzada poco después de que la rivalidad entre las pandillas de la costa este y costa oeste de los Estados Unidos llevara a los asesinatos de los gangsta rappers 2Pac y The Notorious B.I.G.. De hecho, la letra de «Definition» hace referencia a estos homicidios («they shot 2pac and Biggie, too much violence in hip-hop, wayo»). Cabe mencionar que 2Pac fue uno de los mayores exponentes de esta corriente.
Durante la segunda mitad de los años 1990, KRS-One, que con su grupo Boogie Down Productions había incursionado (a fines de los 80 y comienzos de los 90) tanto en el gangsta rap como en el rap consciente, se convirtió definitivamente en un artista de rap positivo/consciente.

### Nueva escuela
Artistas recientes, del siglo xxi, también han incursionado en el rap consciente: algunos son Oddisee, Lupe Fiasco, Blu, Kendrick Lamar, Blue Scholars, y J-Live. Algunas canciones populares contemporáneas han sido «Daydreamin'» y «Words I Never Said» (feat. Skylar Grey), ambas del rapero Lupe Fiasco. Además, artistas de la edad dorada como De La Soul, Public Enemy y X Clan, y otros de los años 1990 como Talib Kweli, continúan haciendo rap positivo.

### Rap consciente de habla hispana
Muchos artistas de habla hispana también hacen rap conciencia (hip hop consciente). 
Entre ellos están los chilenos Tiro de Gracia, Makiza, Portavoz, Entre Huellas La Letra y La Raíz, Excelencia Prehispana, Crismo de Voces Clandestinas, Bubaseta.
Venezolanos como Canserbero, Lil Supa, Horus, Apache, Gabylonia, Nk Profeta, Neblinna, ZEN P y Rial Guawanko.
Los dominicanos: Original Juan, Aposento Alto, Natán El Profeta, Redimi2, Exo2 y Dkano.
Los peruanos: Warrior y Norick de Rapper School (con su disco de 2016 "Karma") y Pedro Mo.
Los cubanos: Bárbaro El Urbano Vargas, Cubaguayo , Silvito El Libre, Los Aldeanos y Rxnde Akozta.
Los puertorriqueños: Vico C, Gallego, Luis Díaz (Intifada) y Siete Nueve, residente.
Los mexicanos: Fermin IV, Kinto Sol, Terma H Muda, Achepe, Bocafloja, Manotas, Michael Maluco, Arsenal De Rimas, WK, Nedman Guerrero, Doble P Ache Ene, Proof, Banda Bastön, Skool 77 y Akil Ammar.
De los colombianos: Tres Coronas, Granuja, Metrico, Ali A.K.A. Mind, MC Ari, L'Xuasma y Aerophon Crew.
El ecuatoriano Meko.
Los españoles: Falsalarma, Geronación, Rapsusklei, Frank T, Nach, Violadores del Verso, Kase.O, Juaninacka, Toteking, Zénit, Kultama, Xhelazz entre otros. 
Los argentinos: Dressien, Nava Rasa, Orion XL, Asterisco, Daniel Devita, Lo' Pibitos, Emanero y Matias Carrica, entre otros.
Algunas canciones que por esencia son de rap conciencia son «No a la exclusión» de Apache, «Hoy quiero confesarles» de Ali A.K.A. Mind, «Mi locura» de Yoky Barrios feat. Vicky Castillo, «Menos es más» de NK Profeta feat. Al2 y «Rap conciencia» de Bocafloja feat. Akil Ammar.
- Datos: Q141459